# Anna Konstancja Cosel
Anna Konstancja von Brockdorff, hrabina Cosel (ur. 17 października 1680 w Depenau, w Holsztynie, zm. 31 marca 1765 w Stolpen) – niemiecka szlachcianka, faworyta króla Polski i elektora Saksonii – Augusta Mocnego – i uczestniczka spisku przeciw niemu.

## Życiorys
Urodzona jako córka Joachima von Brockdorffa i Anny Małgorzaty z domu Marselis. Jej ojciec był oficerem w służbie Danii. 2 czerwca 1703 poślubiła saskiego ministra Adolfa Magnusa Hoyma. W latach 1706–1711 Hoym był jednym z najważniejszych ministrów Augusta Mocnego.
W styczniu 1704 August II Mocny i Anna von Hoym spotkali się po raz pierwszy na balu wydanym przez małżonkę królewską Krystynę Eberhardynę. W kwietniu Hoymowie przeprowadzili separację. Przełomowe znaczenie dla romansu z królem Augustem II Mocnym miał dzień 7 grudnia 1704. Wybuchł wówczas pożar w pałacu hrabiostwa Hoym na Kreuzgasse, książę-elektor przybył mieszkańcom na ratunek. Jeszcze w grudniu 1704 hrabina Henrietta Amalia Reuß zaproponowała Cosel stanowisko metresy władcy. Przez 10 lat była jego królewską faworytą. Król rozwiódł ją z mężem i pomógł uzyskać tytuł hrabiowski. Odtąd znana była jako hrabina Cosel.
Miała z Augustem II Mocnym trójkę dzieci: syna Fryderyka Augusta i dwie córki – Augustę Konstancję i Fryderykę Aleksandrę. Posiadała potężną władzę na drezdeńskim dworze. Roczne wydatki na jej zachcianki wynosiły 100 tys. talarów, za co można było utrzymać ośmiotysięczny oddział wojska. Kiedy król próbował pozbawić ją wpływów, wzięła udział w zawiązanym przeciwko niemu spisku. W 1713 uciekła do Berlina. W Wittenberdze została pojmana jako zdrajczyni. W 1716 osadzono ją na zamku w Stolpen. Spędziła tam 49 lat, aż do śmierci. Zmarła 31 marca 1765, w wieku 85 lat.

## Nawiązania w sztuce
Józef Ignacy Kraszewski uczynił ją bohaterką jednej ze swoich najbardziej znanych powieści, Hrabina Cosel. Powieść została zekranizowana w formie serialu oraz filmu, których reżyserem był Jerzy Antczak, a rolę tytułową grała Jadwiga Barańska.